# Selección de fútbol de Belice
La selección de fútbol de Belice es el representativo nacional de este país. Está dirigida por la Federación de Fútbol de Belice, afiliada a la UNCAF y a la CONCACAF.

## Historia
El primer juego internacional de Belice se produjo el 19 de febrero de 1928 durante la época colonial venciendo a Honduras 1-0. Después de la independencia, el primer juego como estado independiente se produjo el 8 de diciembre de 1983, en una derrota por 2-0 contra Canadá en Belice. Aunque Belice se independizó del Reino Unido en 1981, no comenzó a jugar regularmente hasta 1995 donde hizo su debut en la Copa UNCAF 1995 y fue eliminado en primera ronda tras perder ante El Salvador y Costa Rica.
Belice era considerada la cenicienta de Centroamérica debido a que, hasta 2013, nunca había participado en un torneo internacional y tradicionalmente solía ser última del ranking de Centroamérica. Su fracaso se puede atribuir al amateurismo del equipo, que sin dinero no logra conseguir futbolistas bien preparados, sin más remedio que recurrir a jugadores semi-profesionales. 
Sin embargo, en la Copa Centroamericana 2013, Belice hizo historia al clasificar a las semifinales del torneo, luego de derrotar a Nicaragua y empatar ante Guatemala. Dicho resultado le otorgó el derecho de participar por primera vez a la Copa de Oro de la Concacaf. La mala noticia fue la posterior renuncia del técnico responsable del éxito, el costarricense Leroy Sherrier Lewis, sustituido por un DT interino, el otro internacional beliceño Charles Slusher.

### Copa de Oro 2013
Belice inició su participación a la Copa de Oro 2013 con un viejo conocido en el banquillo, el estadounidense Ian Mork, quien fue seleccionador nacional en el 2008. En su estreno, sufrió una derrota abultada (1:6) ante el local y favorito del torneo Estados Unidos. Ian Gaynair marcó el tanto beliceños en el minuto 40'. En la segunda jornada, también sufrió una derrota por la mínima 0:1 ante Costa Rica. Belice se despidió del torneo con otra abultada goleada por parte de Cuba (0:4). Durante el torneo, el seleccionador Ian Mork denunció un intento de soborno antes del partido contra Estados Unidos.

## Últimos partidos y próximos encuentros
Actualizado al último partido jugado el 7 de junio de 2025
| Fecha      | Ciudad         | Local            | Resultado | Visitante        | Competición                     |
| ---------- | -------------- | ---------------- | --------- | ---------------- | ------------------------------- |
| 24-03-2024 | Belmopán       | Belice           | 3:0       | Puerto Rico      | Partido amistoso                |
| 08-06-2024 | Belmopán       | Belice           | 0:4       | Nicaragua        | Clasificación Copa Mundial 2026 |
| 11-06-2024 | Bridgetown     | Guyana           | 3:1       | Belice           | Clasificación Copa Mundial 2026 |
| 07-09-2024 | Cockburn Town  | Turcas y Caicos  | 0:4       | Belice           | Liga Naciones Concacaf 24/25    |
| 10-09-2024 | Providenciales | Anguila          | 0:1       | Belice           | Liga Naciones Concacaf 24/25    |
| 09-10-2024 | Belmopán       | Belice           | 1:0       | Anguila          | Liga Naciones Concacaf 24/25    |
| 15-10-2024 | Belmopán       | Belice           | 3:0       | Turcas y Caicos  | Liga Naciones Concacaf 24/25    |
| 14-11-2024 | Belmopán       | Belice           | 2:1       | Guayana Francesa | Clasificación Copa Oro 2025     |
| 19-11-2024 | Paramaribo     | Guayana Francesa | 2:2       | Belice           | Clasificación Copa Oro 2025     |
| 21-03-2025 | Belmopán       | Belice           | 0:7       | Costa Rica       | Clasificación Copa Oro 2025     |
| 25-03-2025 | San José       | Costa Rica       | 6:1       | Belice           | Clasificación Copa Oro 2025     |
| 04-06-2025 | Couva          | Montserrat       | 1:0       | Belice           | Clasificación Copa Mundial 2026 |
| 07-06-2025 | Belmopán       | Belice           | 0:2       | Panamá           | Clasificación Copa Mundial 2026 |

## Estadísticas

### Copa Mundial de Fútbol
| Copa Mundial de Fútbol | Copa Mundial de Fútbol  | Copa Mundial de Fútbol  | Copa Mundial de Fútbol  | Copa Mundial de Fútbol  | Copa Mundial de Fútbol  | Copa Mundial de Fútbol  | Copa Mundial de Fútbol  |
| Año                    | Ronda                   | J                       | G                       | E                       | P                       | GF                      | GC                      |
| ---------------------- | ----------------------- | ----------------------- | ----------------------- | ----------------------- | ----------------------- | ----------------------- | ----------------------- |
| 1930 - 1994            | No existía la selección | No existía la selección | No existía la selección | No existía la selección | No existía la selección | No existía la selección | No existía la selección |
| 1998                   | No clasificó            | No clasificó            | No clasificó            | No clasificó            | No clasificó            | No clasificó            | No clasificó            |
| 2002                   | No clasificó            | No clasificó            | No clasificó            | No clasificó            | No clasificó            | No clasificó            | No clasificó            |
| 2006                   | No clasificó            | No clasificó            | No clasificó            | No clasificó            | No clasificó            | No clasificó            | No clasificó            |
| 2010                   | No clasificó            | No clasificó            | No clasificó            | No clasificó            | No clasificó            | No clasificó            | No clasificó            |
| 2014                   | No clasificó            | No clasificó            | No clasificó            | No clasificó            | No clasificó            | No clasificó            | No clasificó            |
| 2018                   | No clasificó            | No clasificó            | No clasificó            | No clasificó            | No clasificó            | No clasificó            | No clasificó            |
| 2022                   | No clasificó            | No clasificó            | No clasificó            | No clasificó            | No clasificó            | No clasificó            | No clasificó            |
| 2026                   | No clasificó            | No clasificó            | No clasificó            | No clasificó            | No clasificó            | No clasificó            | No clasificó            |
| 2030                   | Por definir             | Por definir             | Por definir             | Por definir             | Por definir             | Por definir             | Por definir             |
| 2034                   | Por definir             | Por definir             | Por definir             | Por definir             | Por definir             | Por definir             | Por definir             |
| Total                  | 0/23                    | -                       | -                       | -                       | -                       | -                       | -                       |

### Copa de Oro de la Concacaf
| Copa de Oro de la Concacaf | Copa de Oro de la Concacaf | Copa de Oro de la Concacaf | Copa de Oro de la Concacaf | Copa de Oro de la Concacaf | Copa de Oro de la Concacaf | Copa de Oro de la Concacaf | Copa de Oro de la Concacaf |
| Año                        | Ronda                      | J                          | G                          | E                          | P                          | GF                         | GC                         |
| -------------------------- | -------------------------- | -------------------------- | -------------------------- | -------------------------- | -------------------------- | -------------------------- | -------------------------- |
| 1963 - 1993                | No existía la selección    | No existía la selección    | No existía la selección    | No existía la selección    | No existía la selección    | No existía la selección    | No existía la selección    |
| 1996                       | No clasificó               | No clasificó               | No clasificó               | No clasificó               | No clasificó               | No clasificó               | No clasificó               |
| 1998                       | No clasificó               | No clasificó               | No clasificó               | No clasificó               | No clasificó               | No clasificó               | No clasificó               |
| 2000                       | No clasificó               | No clasificó               | No clasificó               | No clasificó               | No clasificó               | No clasificó               | No clasificó               |
| 2002                       | No clasificó               | No clasificó               | No clasificó               | No clasificó               | No clasificó               | No clasificó               | No clasificó               |
| 2003                       | No participó               | No participó               | No participó               | No participó               | No participó               | No participó               | No participó               |
| 2005                       | No clasificó               | No clasificó               | No clasificó               | No clasificó               | No clasificó               | No clasificó               | No clasificó               |
| 2007                       | No clasificó               | No clasificó               | No clasificó               | No clasificó               | No clasificó               | No clasificó               | No clasificó               |
| 2009                       | No clasificó               | No clasificó               | No clasificó               | No clasificó               | No clasificó               | No clasificó               | No clasificó               |
| 2011                       | No clasificó               | No clasificó               | No clasificó               | No clasificó               | No clasificó               | No clasificó               | No clasificó               |
| 2013                       | Fase de grupos             | 3                          | 0                          | 0                          | 3                          | 1                          | 11                         |
| 2015                       | No clasificó               | No clasificó               | No clasificó               | No clasificó               | No clasificó               | No clasificó               | No clasificó               |
| 2017                       | No clasificó               | No clasificó               | No clasificó               | No clasificó               | No clasificó               | No clasificó               | No clasificó               |
| 2019                       | No clasificó               | No clasificó               | No clasificó               | No clasificó               | No clasificó               | No clasificó               | No clasificó               |
| 2021                       | No clasificó               | No clasificó               | No clasificó               | No clasificó               | No clasificó               | No clasificó               | No clasificó               |
| 2023                       | No clasificó               | No clasificó               | No clasificó               | No clasificó               | No clasificó               | No clasificó               | No clasificó               |
| 2025                       | No clasificó               | No clasificó               | No clasificó               | No clasificó               | No clasificó               | No clasificó               | No clasificó               |
| Total                      | 1/28                       | 3                          | 0                          | 0                          | 3                          | 1                          | 11                         |

### Liga de Naciones de la Concacaf
| Liga de Naciones de la Concacaf | Liga de Naciones de la Concacaf | Liga de Naciones de la Concacaf | Liga de Naciones de la Concacaf | Liga de Naciones de la Concacaf | Liga de Naciones de la Concacaf | Liga de Naciones de la Concacaf | Liga de Naciones de la Concacaf | Liga de Naciones de la Concacaf | Liga de Naciones de la Concacaf |
| Año                             | L                               | G                               | Ronda                           | J                               | G                               | E                               | P                               | GF                              | GC                              |
| ------------------------------- | ------------------------------- | ------------------------------- | ------------------------------- | ------------------------------- | ------------------------------- | ------------------------------- | ------------------------------- | ------------------------------- | ------------------------------- |
| 2019-20                         | B                               | A                               | Tercer lugar                    | 6                               | 2                               | 0                               | 4                               | 6                               | 12                              |
| 2022-23                         | B                               | D                               | Cuarto lugar                    | 6                               | 0                               | 1                               | 5                               | 2                               | 10                              |
| 2023-24                         | B                               | C                               | Cuarto lugar                    | 6                               | 2                               | 1                               | 3                               | 5                               | 7                               |
| 2024-25                         | C                               | B                               | Primer lugar                    | 4                               | 4                               | 0                               | 0                               | 9                               | 0                               |
| Total                           | Total                           | Total                           | 4/4                             | 22                              | 8                               | 2                               | 12                              | 22                              | 29                              |

### Copa Centroamericana
| Copa Centroamericana | Copa Centroamericana    | Copa Centroamericana    | Copa Centroamericana    | Copa Centroamericana    | Copa Centroamericana    | Copa Centroamericana    | Copa Centroamericana    |
| Año                  | Ronda                   | J                       | G                       | E                       | P                       | GF                      | GC                      |
| -------------------- | ----------------------- | ----------------------- | ----------------------- | ----------------------- | ----------------------- | ----------------------- | ----------------------- |
| 1991                 | No existía la selección | No existía la selección | No existía la selección | No existía la selección | No existía la selección | No existía la selección | No existía la selección |
| 1993                 | No existía la selección | No existía la selección | No existía la selección | No existía la selección | No existía la selección | No existía la selección | No existía la selección |
| 1995                 | Fase de grupos          | 2                       | 0                       | 0                       | 2                       | 1                       | 5                       |
| 1997                 | No clasificó            | No clasificó            | No clasificó            | No clasificó            | No clasificó            | No clasificó            | No clasificó            |
| 1999                 | Fase de grupos          | 2                       | 0                       | 0                       | 2                       | 1                       | 12                      |
| 2001                 | Fase de grupos          | 2                       | 0                       | 1                       | 1                       | 3                       | 7                       |
| 2003                 | No participó            | No participó            | No participó            | No participó            | No participó            | No participó            | No participó            |
| 2005                 | Fase de grupos          | 3                       | 0                       | 0                       | 3                       | 0                       | 7                       |
| 2007                 | Fase de grupos          | 3                       | 0                       | 0                       | 3                       | 3                       | 7                       |
| 2009                 | Fase de grupos          | 3                       | 0                       | 1                       | 2                       | 3                       | 7                       |
| 2011                 | Fase de grupos          | 3                       | 0                       | 1                       | 2                       | 3                       | 8                       |
| 2013                 | Cuarto lugar            | 5                       | 1                       | 1                       | 3                       | 2                       | 4                       |
| 2014                 | Fase de grupos          | 3                       | 0                       | 0                       | 3                       | 1                       | 6                       |
| 2017                 | Fase de grupos          | 5                       | 0                       | 1                       | 4                       | 2                       | 10                      |
| Total                | 10/14                   | 31                      | 1                       | 5                       | 25                      | 19                      | 73                      |

## Jugadores

### Última convocatoria
Lista de 23 jugadores para disputar repesca para la Copa de Oro de la Concacaf 2025 ante  Costa Rica el 21 y 25 de marzo de 2025.
Datos actualizados después del partido ante  Costa Rica el 25 de marzo de 2025.
| No. | Pos. | Jugador           | Fecha de nacimiento (edad)         | Apa. | Goles | Club                    |
| --- | ---- | ----------------- | ---------------------------------- | ---- | ----- | ----------------------- |
| 12  | POR  | Isaac Castillo    | 25 de enero de 2003 (22 años)      | 1    | 0     | Garden City FC          |
| 22  | POR  | Brandon Anderson  | 26 de diciembre de 1998 (26 años)  | 1    | 0     | Belmopan Bandits        |
| 1   | POR  | Erick Rodríguez   | 8 de enero de 2009 (16 años)       | 0    | 0     | Agente libre            |
|     |      |                   |                                    |      |       |                         |
| 2   | DEF  | Eugene Martínez   | 20 de octubre de 1997 (27 años)    | 19   | 2     | La 10 FC                |
| 5   | DEF  | Deshawon Nembhard | 8 de octubre de 1994 (30 años)     | 15   | 1     | Central Valley Fuego FC |
| 23  | DEF  | Donell Arzú       | 27 de septiembre de 1999 (25 años) | 11   | 0     | Progresso F.C.          |
| 4   | DEF  | Jaylen Lennan     | 17 de junio de 2006 (19 años)      | 7    | 0     | Verdes F.C.             |
| 21  | DEF  | Shamarl Flowers   | 18 de mayo de 2003 (22 años)       | 1    | 0     | Belmopan Bandits        |
|     |      |                   |                                    |      |       |                         |
| 14  | MED  | Darrel Myvette    | 15 de diciembre de 1993 (31 años)  | 26   | 0     | Verdes F.C.             |
| 3   | MED  | Norman Anderson   | 25 de enero de 1997 (28 años)      | 17   | 0     | Port Layola F.C.        |
| 6   | MED  | Jovaunn Ramos     | 24 de marzo de 2002 (23 años)      | 9    | 0     | Rochester FC            |
| 11  | MED  | Naim Wilson       | 5 de agosto de 1997 (27 años)      | 7    | 0     | Port Layola F.C.        |
| 16  | MED  | Freybin Pagoada   | 22 de marzo de 2002 (23 años)      | 3    | 0     | Belmopan Bandits        |
| 17  | MED  | Marlon Meza       | 26 de marzo de 2009 (16 años)      | 1    | 0     | Agente libre            |
| 8   | MED  | Kenroy Wagner     | 16 de junio de 1997 (28 años)      | 0    | 0     | Belmopan Bandits        |
| 13  | MED  | Eddie Williams    | 29 de septiembre de 2008 (16 años) | 0    | 0     | Agente libre            |
|     |      |                   |                                    |      |       |                         |
| 20  | DEL  | Krisean López     | 2 de noviembre de 1998 (26 años)   | 33   | 5     | Verdes F.C.             |
| 18  | DEL  | Carlos Bernárdez  | 28 de diciembre de 1992 (32 años)  | 19   | 7     | C.D. Victoria           |
| 10  | DEL  | Angelo Capello    | 27 de enero de 2002 (23 años)      | 9    | 1     | F.C. Halifax Town       |
| 7   | DEL  | Jaheim Mena       | 23 de febrero de 2006 (19 años)    | 4    | 0     | San Pedro Pirates FC    |
| 19  | DEL  | Steven Gentle     | 29 de septiembre de 2001 (23 años) | 2    | 0     | Belmopan Bandits        |
| 9   | DEL  | Shawn Young       | 20 de diciembre de 1997 (27 años)  | 0    | 0     | Port Layola F.C.        |
| 15  | DEL  | Daijon Daniels    | 2 de febrero de 2003 (22 años)     | 0    | 0     | Progresso F.C.          |

## Registros

### Más participaciones en juegos oficiales y no oficiales

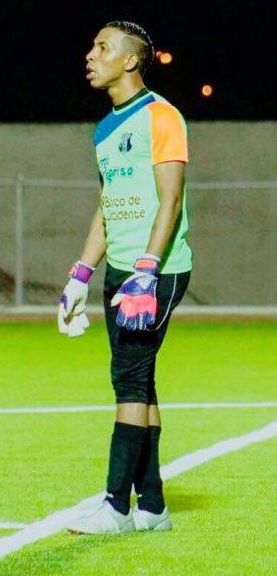
Woodrow West, como el guardameta con más participaciones con la selección

Actualizado al 26 de diciembre de 2022.
- En cursiva jugadores activos en la selección.

| #  | Jugador         | Periodo       | Partidos | Goles |
| -- | --------------- | ------------- | -------- | ----- |
| 1  | Deon McCaulay   | 2007-presente | 63       | 28    |
| 2  | Elroy Smith     | 2004-2019     | 61       | 6     |
| 3  | Ian Gaynair     | 2007-presente | 57       | 6     |
| 4  | Mark Leslie     | 1998-2007     | 54       | 9     |
| 5  | Woodrow West    | 2008-presente | 44       | 0     |
| 6  | Evral Trapp     | 2010-presente | 43       | 0     |
| 7  | Daniel Jiménez  | 2008-2019     | 41       | 2     |
| 8  | Dalton Eiley    | 2005-2019     | 41       | 0     |
| 9  | Harrison Roches | 2004-2019     | 40       | 5     |
| 10 | Trevor Lennen   | 2005-2019     | 37       | 1     |

### Máximos goleadores en juegos oficiales y no oficiales
Actualizado al 26 de diciembre de 2022.
| #  | Jugador          | Periodo       | Partidos | Goles |
| -- | ---------------- | ------------- | -------- | ----- |
| 1  | Deon McCaulay    | 2007-presente | 63       | 28    |
| 2  | Elroy Kuylen     | 2009-2019     | 33       | 6     |
| 3  | Ian Gaynair      | 2007-presente | 57       | 6     |
| 4  | Elroy Smith      | 2004-2019     | 61       | 6     |
| 5  | Harrison Roches  | 2004-2019     | 40       | 5     |
| 6  | Dion Frazer      | 2000-2008     | 8        | 5     |
| 7  | Krisean López    | 2018-presente | 20       | 3     |
| 8  | David McCauley   | 1995-1997     | 6        | 2     |
| 9  | Carlos Bernández | 2019-presente | 9        | 2     |
| 10 | Michael Salazar  | 2013-presente | 17       | 2     |

## Entrenadores

#### Entrenadores con más partidos disputados
| Nombre               | PJ | PG | PE | PP | GF | GC |
| -------------------- | -- | -- | -- | -- | -- | -- |
| Leroy Sherrier Lewis | 14 | 4  | 2  | 8  | 14 | 22 |
| Chelato Uclés        | 13 | 4  | 3  | 6  | 22 | 25 |
| Palmiro Salas        | 11 | 5  | 2  | 4  | 15 | 11 |
| Ian Mork             | 8  | 0  | 1  | 7  | 2  | 24 |
| David Pérez Asensio  | 8  | 0  | 2  | 6  | 3  | 16 |

#### Lista de entrenadores
- Michael Winston (1995-1996)
- Manuel Bilches (1999-2000)
- Leroy Sherrier Lewis (2001)
- Samuel Ramírez (2002)
- Eduardo Santana (2003)
- Anthony Adderly (2004-2005)
- Antonio Carlos Vieira (2006-2007)
- Palmiro Salas (2008)
- Ian Mork (2008)
- Renan Cohuo (2008-2009)
- Chelato Uclés (2010-2011)
- Leroy Sherrier Lewis (2012-2013)
- Carlos Slusher (2013)
- Ian Mork (2013-2014)
- Leroy Sherrier Lewis (2014-2015)
- Jorge Núñez (2015-2016)
- Richard Orlowski (2016-2018)
- Palmiro Salas (2018-2019)
- Vincenzo Alberto Annese (2019-2020)
- Dale Pelayo (2020-2021)
- David Pérez Asensio (2022-2024)
- Carlos Slusher (2024-)